# Agametrus
Agametrus là một chi bọ cánh cứng trong họ Dytiscidae.
Chi này được Sharp miêu tả khoa học năm 1882.

## Các loài
Các loài trong chi này gồm:
- Agametrus boliviensis Régimbart, 1899
- Agametrus humilis Sharp, 1882
- Agametrus labratus Sharp, 1882
- Agametrus monticola (Guignot, 1958)
- Agametrus nitens Sharp, 1887
- Agametrus peruvianus (Laporte, 1835)
- Agametrus rotundatus Brinck, 1948